# Dolina Dolnej Pilicy
Dolina Dolnej Pilicy (318.70) – region geograficzny o krajobrazie doliny rzecznej położony w środkowej Polsce, obejmujący dolinę rzeki Pilicy w okolicach Białobrzegów i Warki. Wyodrębniony jako mezoregion w ramach wieloautorskiej regionalizacji fizycznogeograficznej Polski z 2018 roku, będący częścią makroregionu Niziny Środkowomazowieckiej.

## Położenie geograficzne i administracyjne
Mezoregion zajmuje stosunkowo nieduży i słabo zurbanizowany obszar o powierzchni 160 km² w województwie mazowieckim. Rozciąga się on wzdłuż Pilicy na długości ok. 30 km pomiędzy Białobrzegami na południowym zachodzie, gdzie sąsiaduje z mezoregionem Doliny Białobrzeskiej, a Warką na północnym wschodzie, granicząc tu z Doliną Środkowej Wisły. W orientacji południkowej Dolina Dolnej Pilicy rozdziela Wysoczyznę Rawską oraz Równinę Warszawską na północy od Równiny Kozienickiej na południu. Największymi dopływami zbieranymi tutaj przez Pilicę są: Pierzchnianka, Dyga, Strzyżynka.

## Środowisko przyrodnicze
Koryto Pilicy w obrębie mezoregionu nie jest uregulowane i naturalnie meandruje. W przekroju poprzecznym doliny charakterystyczny jest asymetryczny układ teras zbudowanych przede wszystkim z piasków i żwirów. Terasy nadzalewowe osiągają poziom 105–120 m n.p.m. i występują częściej po południowej stronie doliny, podczas gdy niższe terasy zalewowe są bardziej rozwinięte po stronie północnej, notując wysokości 98–115 m n.p.m..
Otoczenie rzeki stanowią głównie tereny leśne, w tym cenne przyrodniczo łęgi, rzadziej użytki rolne. Wśród gleb w okolicach dna doliny przeważają utwory torfowe i murszowe, a wyżej – gleby bielicowe i rdzawe. W obrębie mezoregionu funkcjonuje Obszar Chronionego Krajobrazu Dolina rzeki Pilicy i Drzewiczki, rezerwat przyrody Majdan oraz dwa obszary Natura 2000: Dolina Dolnej Pilicy i Dolina Pilicy.

## Różnice w podziałach geograficznych
W regionalizacji fizycznogeograficznej Polski autorstwa Jerzego Kondrackiego, Dolina Dolnej Pilicy była wyróżniona jako mikroregion w obrębie mezoregionu Równiny Kozienickiej. Sąsiedni odcinek doliny Pilicy, położony na zachód od Białobrzegów, między Wysoczyzną Rawską a Równiną Radomską, geograf ten wyszczególnił jednak jako samodzielny mezoregion o nazwie Dolina Białobrzeska. W wieloautorskiej regionalizacji z 2018 roku uznano takie podejście za niekonsekwentne i Dolinę Dolnej Pilicy, także rozdzielającą sąsiednie tereny wysoczyznowe, podniesiono do rangi mezoregionu.